# Hansjoachim Hackbarth
Hansjoachim Hackbarth (* 1949) ist ein deutscher Veterinärmediziner, Universitätsprofessor und Leiter des Instituts für Tierschutz und Verhalten (Heim-, Labortiere und Pferde) an der Tierärztlichen Hochschule Hannover.

## Leben
Hackbarth studierte von 1971 bis 1975 Veterinärmedizin in Berlin, Gießen und Hannover, sein Aufbaustudium im Fach Versuchstierkunde an der Tierärztlichen Hochschule Hannover schloss er 1977 mit der Promotion ab. Von 1977 bis 1991 war er wissenschaftlicher Assistent im Zentralen Tierlaboratorium der Medizinischen Hochschule Hannover. 1985 erfolgte die Habilitation. 1991 wurde Hackbarth als C3-Professor und Leiter des Instituts für Versuchstierkunde an die Ruprecht-Karls-Universität Heidelberg berufen. 1996 kehrte er als C3-Professor für Tierschutz und Verhaltenslehre an die Tierärztliche Hochschule Hannover zurück. Seit 2000 ist Hackbarth dort C4-Professor im Institut für Tierschutz und Verhalten (Heim-, Labortiere und Pferde) und Leiter des Tierschutzzentrums.

## Schriften (Auswahl)
- Lambertus F. M. van Zutphen: Grundlagen der Versuchstierkunde. Bearbeitet und übersetzt von Hansjoachim Hackbarth. G. Fischer, Stuttgart/Jena/New York 1995.
- Tierschutzrecht. Jehle, München 2000; 2. Auflage 2002.